# Maxime Maufra

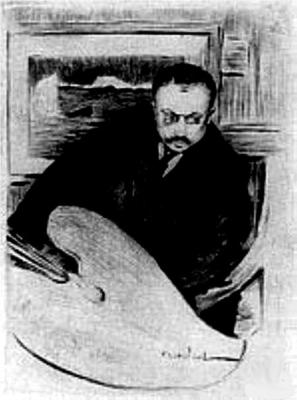
Maufra, door Allan Österlind

Maxime Maufra, eigenlijk Maximilien Émile Louis Maufra (Nantes, 17 mei 1861 - Poncé-sur-le-Loir, 23 mei 1918) was een Frans kunstschilder. Hij wordt gerekend tot het impressionisme.

## Leven en werk
Maufra schilderde al vanaf zijn achttiende, maar aanvankelijk vooral als liefhebberij, naast een baan als koopman. Als hij voor zijn werk naar Engeland reist raakt hij onder de indruk van het werk van William Turner, dat hij zag in de National Gallery te Londen. Terug in Nantes steunt de plaatselijke kunstschilder Charles Le Roux hem in zijn artistieke activiteiten en maakt hem vertrouwd met de techniek van het impressionisme. Na een succesvolle expositie in de Parijse salon in 1886 legt hij zich vervolgens geheel toe op de schilderkunst.
Maufra bewonderde Claude Monet en Alfred Sisley en werd beïnvloed door James McNeill Whistler. Ook nam hij elementen over van de pointillistische stijl van Camille Pissarro. In 1890 kwam hij in contact met de schilders van de School van Pont-Aven, waaronder Paul Gauguin, Paul Sérusier en Émile Bernard. Vervolgens schildert hij een periode in Bretagne, met name in Pont-Aven en Le Pouldu, in krachtige kleuren. Later vestigt hij zich te Parijs. In 1893 exposeert hij daar met veel succes in de 'Salon des Indépendants' en in 1894 'Le Barc de Bouteville'.
Maufra overleed in 1918, op 57-jarige leeftijd. Werk van hem is momenteel onder andere te zien in het Musée d'Orsay te Parijs, in de Tate Gallery te Londen en in het Art Institute of Chicago.

## Galerij

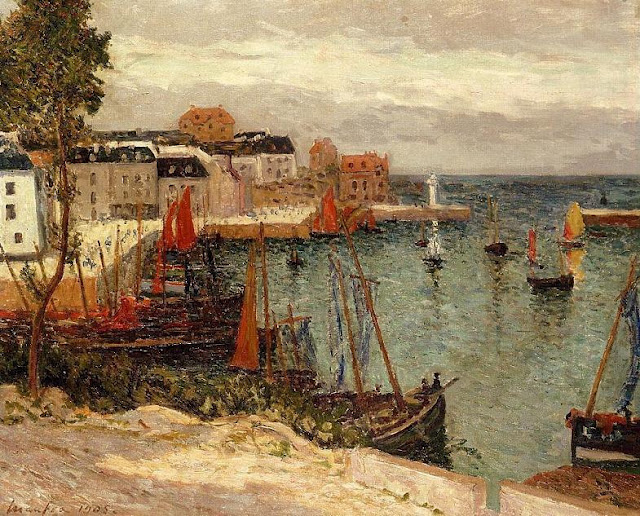
De haven van Sauzon, Belle Isle
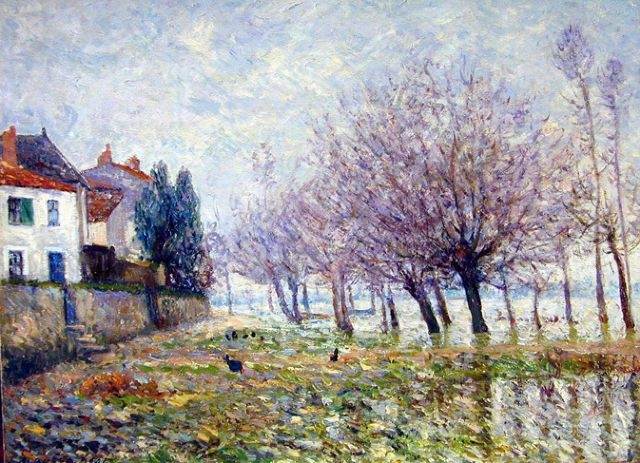
Na de overstroming van de Haute Indre, Loire Inférieure
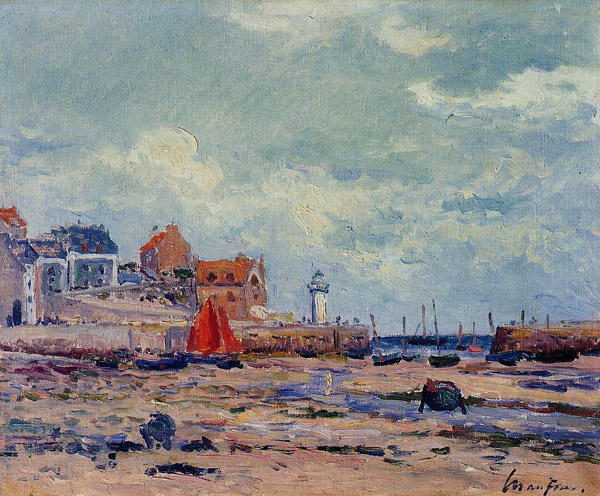
Sauzon, zee bij laag water
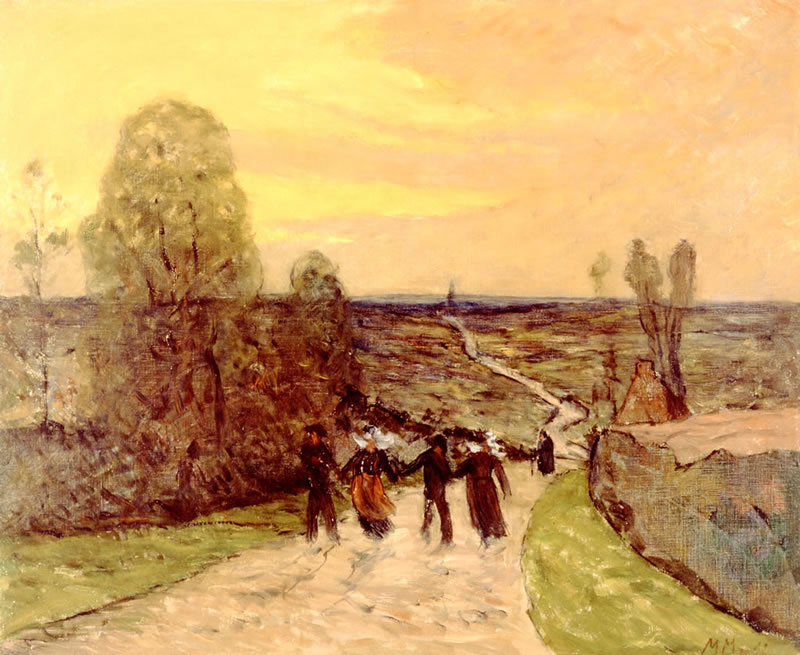
Bretons onderweg
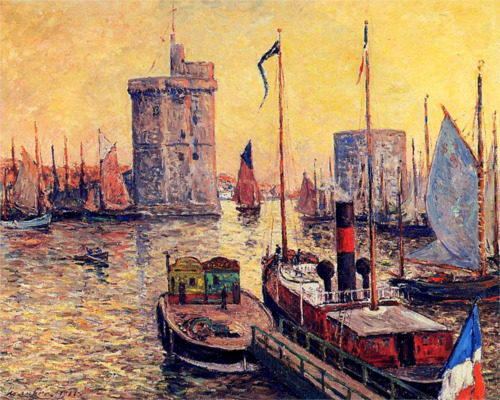
De haven van La Rochelle
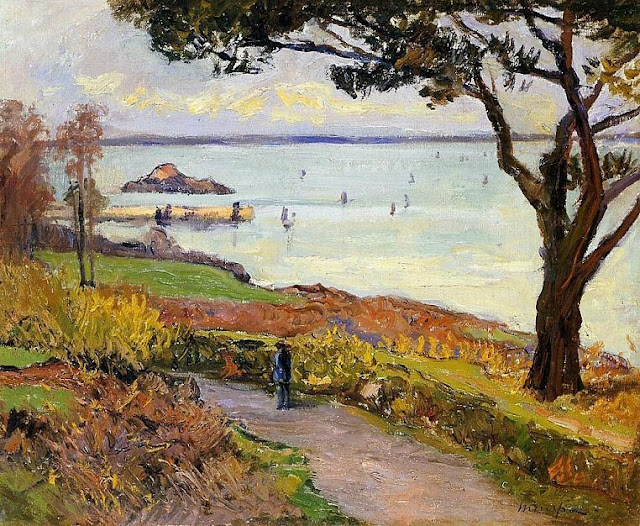
De baai van Douarnenez
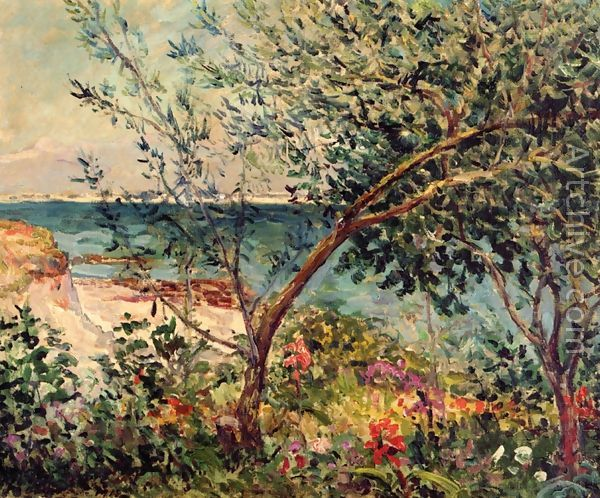
De tuin van meneer Maufra aan de zee
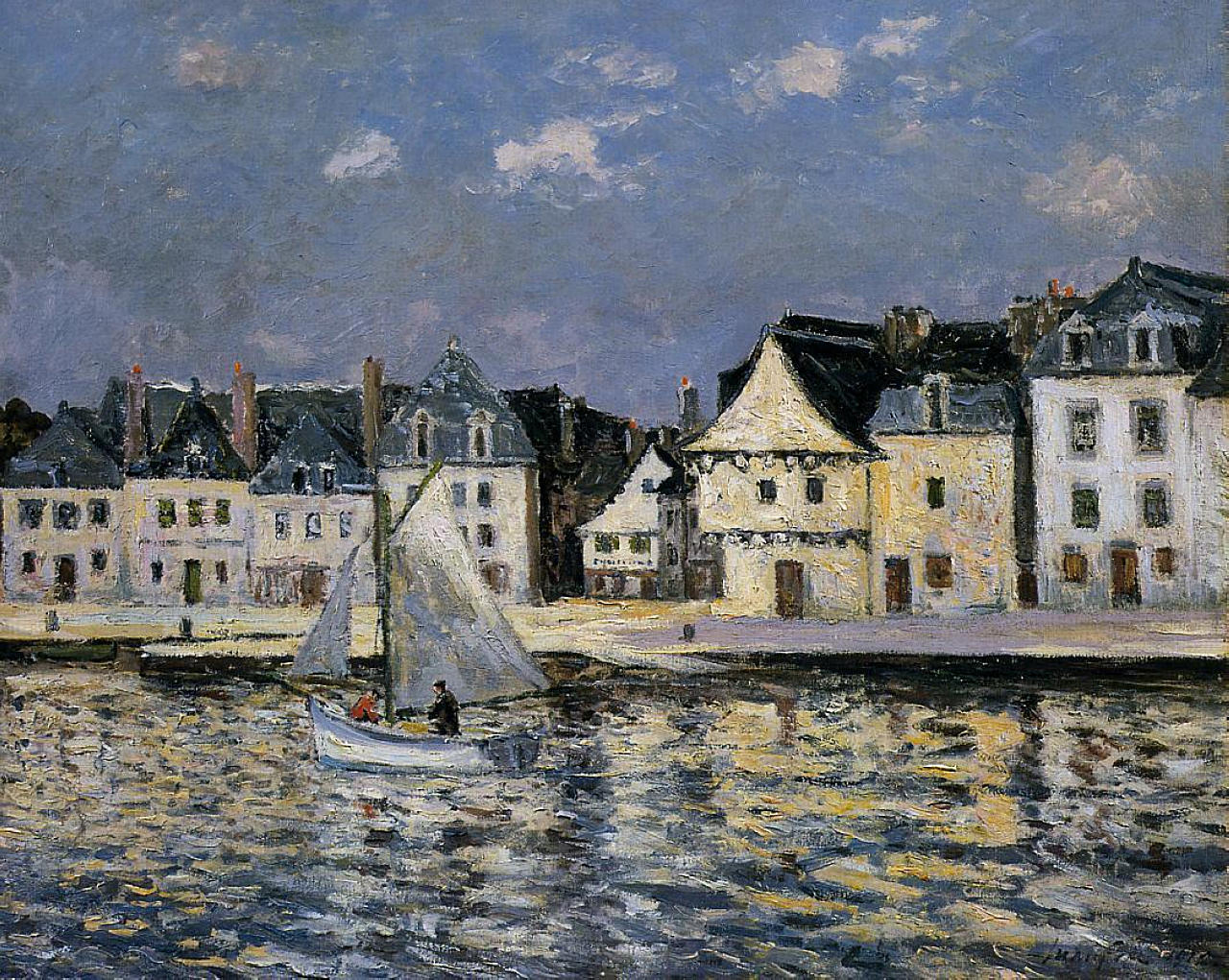
De haven van Saint-Goustan
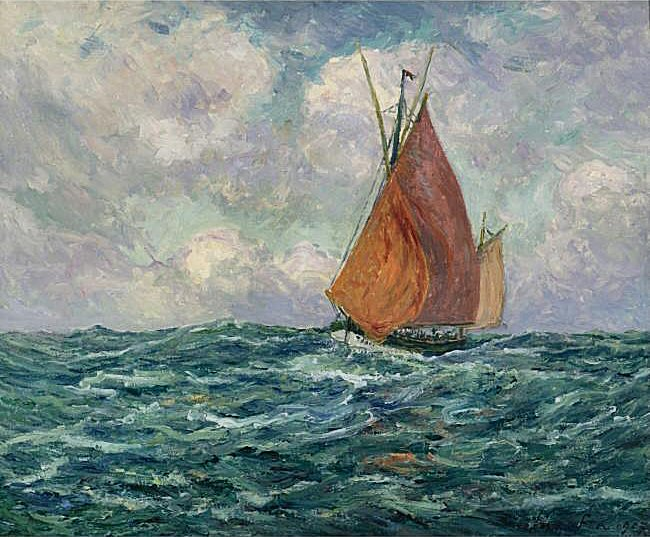
Thonier op zee
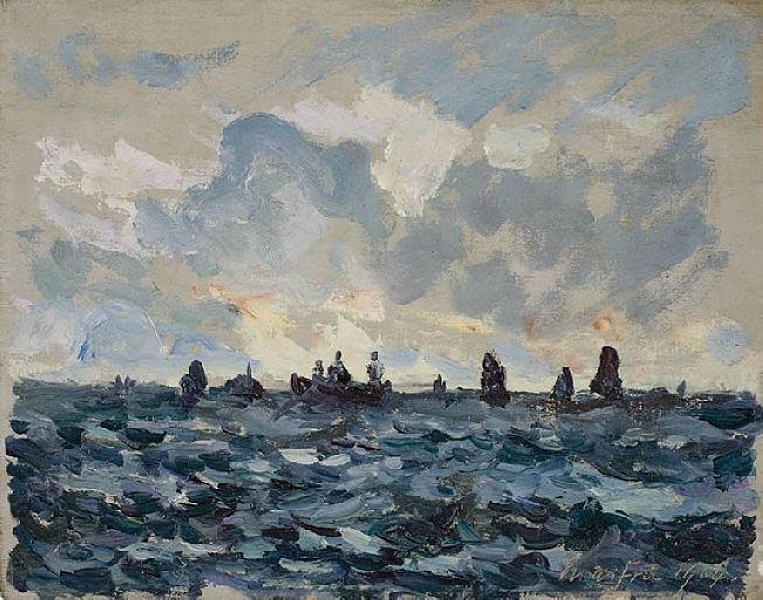
Sardinevissers